# Армо
Армо (фр. Armeau) насеље је и општина у источном делу централне Француске у региону Бургундија-Франш-Конте, у департману Јон која припада префектури Санс.
По подацима из 2011. године у општини је живело 764 становника, а густина насељености је износила 74,1 становника/km². Општина се простире на површини од 10,31 km². Налази се на средњој надморској висини од 73 метара (максималној 211 m, а минималној 71 m).

## Демографија
| 1962. | 1968. | 1975. | 1982. | 1990. | 1999. | 2011. |
| ----- | ----- | ----- | ----- | ----- | ----- | ----- |
| 423   | 439   | 469   | 403   | 455   | 533   | 764   |

График промене броја становника у току последњих година